# Église Santissimo Rosario di Pompei
L'église Santissimo Rosario di Pompéi, est une église de Rome, située dans le rione Castro Pretorio, via Cernaia.

## Histoire
L'église a été construite entre 1889 et 1898 sur un projet de l'architecte Pio Piacentini. Sur la façade sont gravés deux inscriptions: «  Almae SS. Rosarii Reginae » et « Divae Virgini Sacré ». L'église présente un ensemble de différents éléments architecturaux mélangés, du classique au roman, et un extérieur en briques.
Elle était une annexe de la Curie provinciale des Pères maristes et un internat pour les étudiants internationaux. Après quelques années de restauration, l'église et la maison voisine ont été achetées par un groupe de diocèses australiens, qui ont transformé le bâtiment, renommé «  Domus Australia », en maison d'hôtes, dont l'église est devenue la chapelle.